# Oncorhynchus keta
O salmão-cão, salmão-keta ou simplesmente keta (Oncorhynchus keta) é um peixe do gênero Oncorhynchus. Nesta espécie, os dentes da frente dos machos são maiores do que nos outros salmões. Muda de coloração e de forma quando se aproxima dos rios onde vai desovar.
São distribuídos ao longo da costa norte do Oceano Pacífico, desde a Coreia, Japão, Sibéria, Alasca, ao sul de San Diego, Califórnia, e introduzido pelo um homem no Irã.